# Club Centro Deportivo Municipal
Pour les articles homonymes, voir Deportivo Municipal.
Maillots
Dernière mise à jour : 26 décembre 2024.
Le Club Centro Deportivo Municipal, fondé le 27 juillet 1935, est un club péruvien de football basé à Lima. 
Surnommé La Academia, il a été sacré à quatre reprises champion du Pérou et demeure l'un des clubs les plus traditionnels de la capitale de ce pays sud-américain.

## Histoire

### Les débuts
Le Club Centro Deportivo Municipal est fondé sous l'impulsion de trois conseillers municipaux de Lima voulant un club représentant leur mairie. Le Círculo Deportivo Municipal est donc formé, avant de fusionner en 1934 avec le Club Unión Mauricio Labrousse pour former le Club Centro Deportivo Municipal, participant au tournoi de promotion de 1935. Le club est officiellement fondé le 27 juillet 1935. Après avoir terminé second du tournoi de promotion, l'équipe est promue en première division du championnat du Pérou en 1936.

### L'âge d'or
Entre 1938 et 1947, le Deportivo Municipal réussit l'exploit de rester sur le podium de la D1 pendant dix saisons d'affilée (trois fois champion en 1938, 1940 et 1943; six fois vice-champion et une 3e place). Il remportera un quatrième titre national en 1950.
L'identité du club se forge au cours de cette période dorée, avec notamment l'éclosion de joueurs majeurs dans l'histoire de l'institution à l'image de Roberto "Tito" Drago, Luis "Caricho" Guzmán et Máximo "Vides" Mosquera, trio surnommé par la presse Los tres gatitos (« les trois chatons »), artisans du sacre de 1943.

### Allers-retours entre D1 et D2
Le Deportivo Municipal est relégué en 1967 puis est promu en 1969, grâce au talent d'un joueur qui fera parler de lui par la suite : Hugo Sotil. Dans les années 1980, il participe à la Copa Libertadores 1982 mais ses résultats sont très décevants (six défaites en six matchs).
Il reste dans l'élite jusqu'en 2000, lorsqu'il est relégué en deuxième division. Il y évolue jusqu'en 2006, année de son retour en D1 lorsqu'il remporte le titre de D2 avec 45 points en 22 matchs. Mais sa présence au sein de l'élite est de courte durée puisqu'il ne réussit pas à se sauver et descend dès l'année suivante, après une saison mouvementée, les joueurs n'étant pas payés pendant plusieurs mois.
Sept ans plus tard, après beaucoup de tribulations qui l'ont même amené à disputer la Copa Perú (D3 péruvienne), le Deportivo Municipal revient en D1 en 2014, à la faveur de son troisième titre de champion de D2.

### Consolidation en D1 et participations internationales
Le club parvient à consolider sa place en 1re division avec de bons résultats à la clé, notamment en 2016 quand il se hisse à la 4e place, après une défaite aux tirs au but en demi-finales du championnat face au Sporting Cristal, futur champion. Cela lui permet de se qualifier au 1er tour préliminaire de la Copa Libertadores 2017. Il a également l'occasion de participer aux Copa Sudamericana de 2016 et 2019.

### Crise économique et descente en D2 (2023-)
L'année 2023, en revanche, est très compliquée sur le plan économique. En effet, le Deportivo Municipal traverse une grave crise financière, le club n'arrivant plus à payer ni les joueurs, ni l'entraîneur Ángel Comizzo qui décide de partir à la fin du premier semestre du championnat 2023. Sans surprise, le club finit par descendre en 2e division en fin de saison.

## Résultats sportifs

### Palmarès
| Compétitions nationales | Compétitions régionales |
| - Championnat du Pérou (4) : - Champion : 1938, 1940, 1943 et 1950. - Vice-champion : 1941, 1942, 1944, 1945, 1946, 1947, 1951 et 1981. - Championnat du Pérou D2 (3) : - Champion : 1968, 2006 et 2014. - Vice-champion : 2004. - Copa Perú : - Vice-champion : 2004. - Autres : - Vainqueur du Torneo Intermedio 1993. - Vainqueur du Torneo Regional en 1981. | - Ligue de la région de Lima (1) : - Vainqueur : 2012. - Interligas de Lima (1) : - Vainqueur : 2012. - Primera División Unificada de Lima y Callao (1) : - Vainqueur : 1936. |

### Bilan et records

#### Au niveau national
- Saisons au sein du championnat du Pérou de football : 73 (1937-1967 / 1969-2000 / 2007 / 2015-2023).
- Saisons au sein du championnat du Pérou de football D2 : 12 (1968 / 2001-2006 / 2008-2009 / 2013-2014 / 2024-).
- Saisons au sein de la Copa Perú (D3) : 4 (2004[11] / 2010-2012).
- Plus large victoire obtenue en compétition officielle : 
  - Deportivo Municipal 17:0 Real Brazinau (Copa Perú 2011)[14].
  - Deportivo Municipal 17:0 Fedel Perú (Copa Perú 2012)[15].
- Plus large défaite concédée en compétition officielle : 
  - Alianza Lima 8:0 Deportivo Municipal (championnat 1966)[16].

#### Au niveau international
- Copa Libertadores : 2 participations en 1982 et 2017.
- Copa Sudamericana : 2 participations en 2016 et 2019.
- Campeonato Sudamericano de Campeones : 1 participation en 1948.
- Copa Ganadores de Copa : 1 participation en 1970.
- Plus large victoire obtenue en compétition officielle : 
  - Deportivo Municipal 4:0 CS Emelec (Campeonato Sudamericano de Campeones 1948).
- Plus large défaite concédée en compétition officielle : 
  - Atlético Nacional 5:0 Deportivo Municipal (Copa Sudamericana 2016).

Note: en italique, tournois disparus.

## Couleurs et logo

### Maillot
Le maillot domicile est composé d'un haut blanc rayé d'une bande oblique rouge, d'un short bleu et de chaussettes blanches.
Historique
| Depuis 1935 · Domicile | Depuis 1935 · Extérieur | 1998 · Troisième maillot | 2007 · Troisième maillot |  |

## Structures du club

### Stade
De 1993 à 2013, le Deportivo Municipal évolue à l'Estadio Municipal de Chorrillos, surnommé La Cancha de los Muertos (« Le terrain des défunts »), à cause de sa proximité avec un cimetière. D'une capacité de 13 000 spectateurs, ce n'est pas le seul stade utilisé par le club qui change régulièrement d'enceinte en adoptant tour à tour l'Estadio Nacional (où il a joué en 2007 ses matchs de première division), l'Estadio Miguel Grau et l'Estadio San Martín de Porres, entre autres. En 2009, en accord avec la municipalité de Miraflores, le club choisit l'Estadio Municipal Niño Héroe Manuel Bonilla, d'une capacité de 6 500 places, comme son enceinte principale.
De 2013 à 2017, le Deportivo Municipal joue régulièrement au stade Iván Elías Moreno à Villa El Salvador, dans la banlieue sud de Lima. Cependant, en raison d'un changement de pelouse, le club se voit obligé en 2018 d'utiliser d'autres enceintes (dont l'Estadio Miguel Grau) pour accueillir ses rencontres. En 2019, il inscrit trois enceintes pour jouer ses matchs: en effet, aux stades Nacional et Miguel Grau, précédemment cités, s'ajoute l'Estadio Segundo Aranda Torres de la ville de Huacho, à 150 km au nord de Lima.

## Personnalités historiques du Deportivo Municipal

### Joueurs

#### Grands noms
| - Víctor Bielich - Juan Criado - César Cueto - Roberto Drago - Roberto Drago Maturo - Guillermo Fleming - Luis "Caricho" Guzmán - Pier Larrauri | - Eduardo Malásquez - Rodulfo Manzo - Óscar Montalvo - Máximo "Vides" Mosquera - Franco Navarro - Aldo Olcese - Manuel Rivera Sánchez - Masakatsu Sawa | - Juan Seminario - Nolberto Solano - Hugo Sotil - Jorge Soto - José Soto - Luis Suárez Cáceres - Jerry Tamashiro |

#### Effectif actuel (2023)
Source: rpp.pe.
| N° | Nat.                   | Poste | Nom du joueur       |
| -- | ---------------------- | ----- | ------------------- |
|    | Drapeau du Pérou       | G     | Carlos Solís        |
|    | Drapeau du Pérou       | G     | Steven Rivadeneyra  |
|    | Drapeau du Pérou       | D     | Rotceh Aguilar      |
|    | Drapeau du Pérou       | D     | Leonardo Rugel      |
|    | Drapeau du Pérou       | D     | Jair Céspedes       |
|    | Drapeau du Pérou       | D     | Jair Toledo         |
|    | Drapeau du Pérou       | D     | Williams Guzmán     |
|    | Drapeau de l'Argentine | M     | Matías Pérez García |
|    | Drapeau du Pérou       | M     | Dorian Moyano       |
|    | Drapeau du Pérou       | M     | Kevin Peña          |
|    | Drapeau du Pérou       | M     | Emiliano Ciucci     |
|    | Drapeau du Pérou       | M     | Leonel Solís        |
|    | Drapeau du Pérou       | M     | Christian Flores    |

| No. | Nat.                   | Position | Nom du joueur        |
| --- | ---------------------- | -------- | -------------------- |
|     | Drapeau du Pérou       | M        | José Romero          |
|     | Drapeau du Pérou       | M        | Jhosep Núñez         |
|     | Drapeau du Pérou       | M        | Eslyn Correa         |
|     | Drapeau de l'Argentine | M        | Sebastián Jaurena    |
|     | Drapeau du Pérou       | M        | Santiago Gálvez      |
|     | Drapeau du Pérou       | M        | Diego Soto           |
|     | Drapeau du Pérou       | M        | Eduardo Cabrera      |
|     | Drapeau du Pérou       | A        | Christopher Olivares |
|     | Drapeau du Pérou       | A        | Luis Ramos           |
|     | Drapeau du Pérou       | A        | Fabrizio Rojas       |
|     | Drapeau de l'Argentine | A        | Pablo Erustes        |
|     | Drapeau du Pérou       | A        | Fernando Pacheco     |

### Entraîneurs

#### Entraîneurs marquants
- Juan Valdivieso, champion du Pérou en 1943 et 1950[20],[21].
- Alejandro Heredia, champion du Pérou D2 en 1968[22].
- Juan José Tan, vainqueur du Torneo Regional 1981[23] et champion du Pérou D2 en 2006[24].
- Rufino Bernales, vainqueur du Torneo Intermedio 1993[25].
- Carlos Cortijo, champion du Pérou D2 en 2014[7].

#### Liste des entraîneurs
| - Juan Valdivieso (1943-1951) - Juan Honores (1964) - Roberto Drago (1965) - Luis "Caricho" Guzmán (1966) - Juan Valdivieso (1966) - Roberto Reinoso (1967) - Juan Mostorino (1967) - Roberto Drago (1967) - Alejandro Heredia (1968) - Roberto Drago (1969-1972) - Zózimo (1973) - Alejandro Heredia (1973-1975) - Moisés Barack (1975-1976) - Luis Zacarías (1977) - Mario Gonzales (1978) - Vito Andrés Bártoli (1979) - Roberto Drago (1979) - Juan José Tan (1981) - Marcos Calderón (1981-1982) - José Chiarella (1982) - Juan Eduardo Hohberg (1983) - César Cubilla (es) (1985-1986) - Máximo Carrasco (1987-1988) - César Cubilla (es) (1989) | - Juan José Tan (1989-1990) - Ramón Quiroga (1990-1991) - Juan Eduardo Hohberg (1991-1992) - Rufino Bernales (1993) - Roberto Chale (1994) - Julio César Uribe (1995) - Ramón Estay (1995) - Moisés Barack (1996) - Roberto Drago Maturo (1997) - Ramón Quiroga (1998-1999) - Agustín Castillo (1999) - César Cubilla (es) (2000) - Horacio Baldessari (2000) - Roberto Drago Maturo (2000-2002) - Roberto Chale (2003) - Víctor Rivera (2004) - Manuel Rodríguez (2005) - Roberto Arrelucea (2005) - Juan José Tan (2006-2007) - Roberto Mosquera (2007) - Carlos Silvestri (intérim) (2007) - César Gonzales (2008) - Ronald Amoretti (2008) - Rafael Castañeda (2009) | - Rufino Bernales (2009) - Mitchell Silva (2010) - Ernesto "El Venado" Aguirre (2010) - Aristóteles Ramos (2011) - Héctor "Tito" Chumpitaz (2012-2013) - Julio Argote (2013) - Carlos Cortijo (2014) - Roberto Pompei (2015) - Francisco Melgar (es) (2015-2016) - Marcelo Grioni (es) (2016-2017) - Francisco Pizarro (intérim) (2017) - Gerardo Ameli (en) (2017) - Francisco Pizarro (intérim) (2017) - Víctor Rivera (2018-2020) - Franco Navarro (2021) - Julio Argote (intérim) (2021) - Hernán Lisi (2021-2022) - Juan Pajuelo (2022) - Ángel Comizzo (2023) - Juanito Celis (intérim) (2023) - Rafael Castillo (2023) - Juanito Celis (intérim) (2023) - Santiago Acasiete (2023) - Víctor Rivera Coronado (2024-) |

## Culture populaire

### Surnoms et supporters
À partir du nom même du club, Deportivo Municipal, on retrouve des surnoms liés à la mairie de Lima: Los Ediles (conseillers municipaux) ou encore El cuadro de la comuna (l'équipe de la commune). Un autre surnom, La Franja, fait référence au maillot du club traversé par une bande rouge en diagonale. Néanmoins, le surnom le plus utilisé pour désigner le club reste La Academia en raison du nombre important de joueurs ayant été formés ou révélés par l'institution.
D'autres surnoms sont issus d'initiatives spontanées de supporters qui se sont organisés dans les années 1960 afin de former le premier tifo du club : la Asociación Barra Echa Muni - d'où le surnom de Echa Muni - ou encore avec la création de la Banda del Basurero dans les années 2000, d'où l'appellation des Basureros ou Barrenderos (éboueurs et balayeurs, respectivement).

### Rivalités

#### Avec l'Universitario de Deportes
Il s'agit de la rivalité la plus importante du Deportivo Municipal. L'origine de cet antagonisme remonte à la fin des années 1930, à l'époque du football amateur au Pérou. Durant cette période, les affrontements entre l'Universitario de Deportes et le Deportivo Municipal étaient connus sous le nom de Clásico Moderno – par opposition au Superclásico du Pérou – parce que dans les années 1940 les deux équipes étaient habituées à jouer les premiers rôles, les deux clubs ayant remporté la plupart des titres lors de la période 1938-1947.
Cependant, cette rivalité s'est estompée au fil des années en raison de l'absence du Deportivo Municipal en première division dans les années 2000. Le retour de ce dernier au sein de l'élite en 2015 a permis de rééditer cette confrontation. Au total, les deux clubs se sont affrontés à 196 reprises avec une supériorité de l'Universitario de Deportes qui s'est imposé 92 fois sur son adversaire (contre 46 nuls et 58 défaites).
Le Deportivo Municipal connaît également des rivalités de moindre intensité avec d’autres clubs traditionnels du pays tels que l'Alianza Lima, le Sport Boys ou encore le Sporting Cristal.